# О’Нил, Барбара
Барбара О’Нил (англ. Barbara O'Neil, 17 июля 1910 — 3 сентября 1980) — американская актриса, номинантка на премию «Оскар» в 1940 году.

## Биография
Барбара О’Нил родилась в Сент-Луисе, штат Миссури, в семье бизнесмена и поэта Дэвида О’Нила и суфражистки Барбары Блэкман О’Нил. Её бабушкой была художница Кэрри Хортон Блэкман. Окончила колледж Сары Лоуренс. Актёрскую карьеру начала с выступления в театре университета города Кейп Коб, под руководством Джошуа Логана, за которого впоследствии вышла замуж. В 1937 году состоялся её дебют в кино в фильме «Стелла Даллас», а в 1939 году она сыграла мать Скарлет О’Хара в «Унесённых ветром».
Год спустя актриса появилась в фильме «Всё это и небо в придачу», где сыграла герцогиню Празлинскую, за роль которой была номинирована на «Оскар» как лучшая актриса второго плана. В дальнейшие годы актриса появилась ещё в восьми кинокартинах, среди которых нуар «Ангельское лицо» (1952) с Джин Симмонс и драма «История монахини» (1959) с Одри Хепбёрн.
Барбара О’Нил умерла от сердечного приступа в сентябре 1980 года в возрасте 70 лет.

## Фильмография
| Год       |   | Русское название          | Оригинальное название           | Роль                  |
| --------- | - | ------------------------- | ------------------------------- | --------------------- |
| 1937      | ф | Стелла Даллас             | Stella Dallas                   | Хелен Моррисон Даллас |
| 1938      | ф | Любовь, честь и поведение | Love, Honor and Behave          | Салли Пейнтер         |
| 1938      | ф | Жена-игрушка              | The Toy Wife                    | Луиз Бригард          |
| 1938      | ф | Я — это закон             | I Am the Law                    | Джерри Линдси         |
| 1939      | ф | —                         | The Sun Never Sets              | Хелен Рэндольф        |
| 1939      | ф | Задержите рассвет         | When Tomorrow Comes             | Мэделин Шагал         |
| 1939      | ф | Башня смерти              | Tower of London                 | королева Элизабет     |
| 1939      | ф | Унесённые ветром          | Gone with the Wind              | Эллен О’Хара          |
| 1940      | ф | Всё это и небо в придачу  | All This, and Heaven Too        | герцогиня Празлинская |
| 1941      | ф | —                         | Shining Victory                 | мисс Лиминг           |
| 1947      | ф | Тайна за дверью           | Secret Beyond the Door          | мисс Роби             |
| 1948      | ф | Я помню маму              | I Remember Mama                 | Джесси Браун          |
| 1950      | ф | Водоворот                 | Whirlpool                       | Тереза Рэндольф       |
| 1953      | ф | Ангельское лицо           | Angel Face                      | миссис Кэтрин Тремейн |
| 1954      | с | Телевизионный театр Филко | The Philco Television Playhouse | мадам Поллард         |
| 1954      | с | Театр Армстронга          | Armstrong Circle Theatre        | н/д                   |
| 1954—1957 | с | Первая студия             | Studio One                      | разные персонажи      |
| 1955      | с | Час «Юнайтед Стейтс Стил» | The United States Steel Hour    | Гертруда Линдси       |
| 1956      | ф | Пламя островов            | Flame of the Islands            | Шармейн Дурейя        |
| 1959      | ф | История монахини          | The Nun’s Story                 | мать Дидима           |
| 1972      | ф | Львы Санкт-Петербурга     | I leoni di Pietroburgo          | Тамила                |